# نادي فنجاء
نادي فنجاء الرياضي لكرة القدم هو أحد أندية سلطنة عمان، يلعب النادي حالياً (2015) في دوري عمانتل للمحترفين، فاز النادي بكأس مجلس التعاون لدول الخليج العربية لأبطال الدوري المقامة في البحرين عام 1989 م، وفاز بلقب الدوري العماني 8 مرات، وفاز بكأس السلطان قابوس بن سعيد 9 مرات (أكثر الأندية العمانية فوزاً بها)، وفاز بكأس السوبر العمانية 2 مرتين، وفاز بكأس الاتحاد العماني مرة واحدة.

## شعار نادي فنجاء
شعار النادي هو عبارة عن قلعة عمانية على شكل كأس تضم بداخلها خارطة السلطنة وكرة قدم وشعلة بداخل دائرة خضراء، ويرمز هذا إلى دمج الرياضة الحديثة بالرياضات القديمة وتدل أيضا على التمسك بالتراث التقليدي فيما تدل الكرة على أهمية هذه اللعبة في أنشطة النادي فيما ترمز الشعلة إلى النشاطات الثقافية المتوقدة للأعضاء.

## إنجازات النادي في كرة القدم
حقق الفريق الأول لنادي فنجاء لكرة القدم العديد من الإنجازات أهمها ( 22 ) بطولة:

### على المستوى الخارجي
- فاز بكأس مجلس التعاون لدول الخليج العربية للأبطال مرة واحدة.
- المركز الرابع في البطولة العربية لكرة القدم (أبطال الدوري).

### على المستوى المحلي
- فاز بكأس جلالة السلطان قابوس [9] مرات أكثر الأندية العمانية فوزاً بها.
- فاز بدوري عام السلطنة [8] مرات.
- فاز بكأس الإتحاد العماني مرة واحدة
- فاز بكأس السوبر العمانية [2] مرتين.
- فاز بكأس مازدا للمحترفين مرة واحدة

## إنجازات النادي في المراحل السنية

### على المستوى الخارجي
- فاز بكأس مجلس التعاون لدول الخليج العربية (للناشئين) مرتان.

### على المستوى المحلي
- فاز بدوري المراحل السنية (للناشئين) مرتان.